# Croix grecque
Une croix grecque est une croix dont les branches ont la même longueur et se croisent en leur milieu. Cette forme constitue un modèle important de plans d'architecture, tant religieuse que civile.

## Généralités
Une croix grecque est une forme très simple de croix. Chacune de ses quatre branches forme un rectangle de même dimension, placé dans le prolongement direct d'une autre branche et perpendiculaire aux deux autres. Il est donc également possible de la voir comme constituée de deux longues branches rectangulaires et perpendiculaires, placées l'une sur l'autre en leur milieu. La zone d'intersection des branches, au centre de la croix, forme un carré.
La croix grecque ressemble au signe plus de l'addition, ainsi qu'à la croix de multiplication.

## Codage
Le standard Unicode comprend deux points codant une croix grecque, dans le bloc « Casseau » (U+2700 à U+27BF) :
- U+2719, ✙ : croix grecque avec contour
- U+271A, ✚ : grosse croix grecque

## Architecture

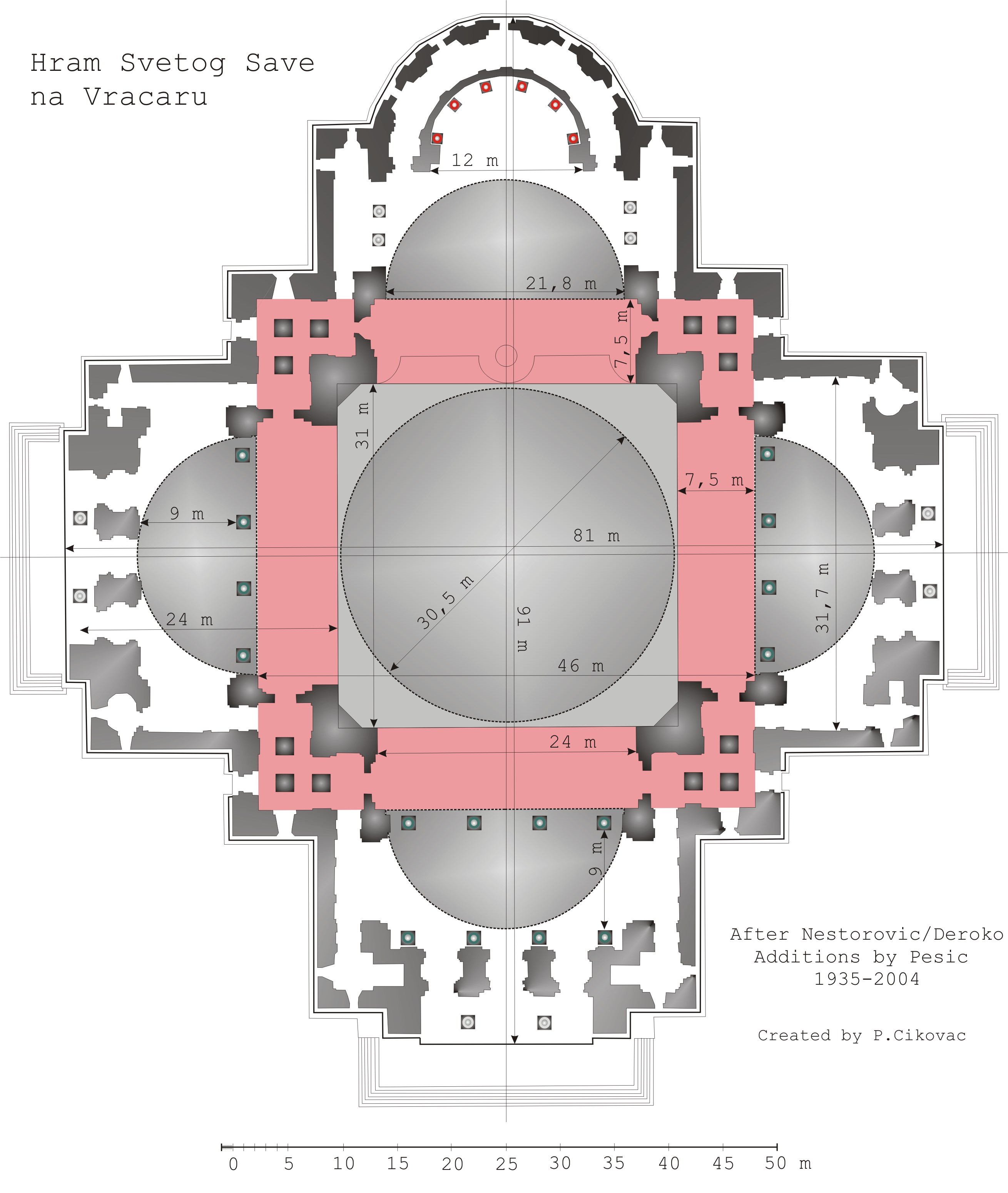
Plan en croix grecque de l'église Saint-Sava de Belgrade (XXe siècle).

La plupart des églises d'Orient (Église orthodoxe) sont bâties sur un plan en croix grecque. Initialement, dans l'empire romain d'Orient (où l'on parlait le grec) les églises présentaient un plan basilical. Mais à partir du ve siècle, ce modèle cède la place à un plan centré en forme de croix libre,. Ces églises sont souvent coiffées par une coupole.
Mais on trouve également ce type de plan dans l'Église catholique, par exemple la basilique Saint-Marc à Venise (xe siècle). Mais ce modèle continue à être appliqué dans les églises orientales, comme le montre le cas de l'église Saint-Sava à Belgrade, dont les plans datent de 1939.

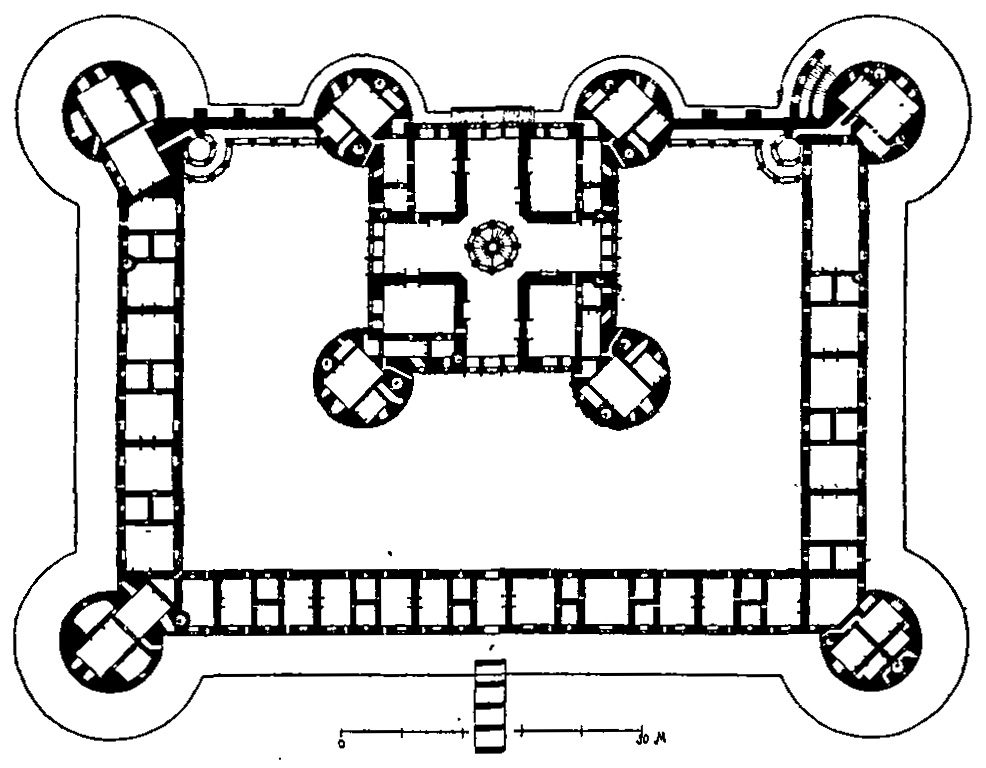
Plan du château de Chambord: la cour entoure le château, dessiné en croix grecque inscrite. Dessin de 1892.

Le plan en croix grecque est un cas particulier de plan centré, et à ce titre, on le rencontre également dans l'architecture civile (c'est-à-dire non religieuse), par exemple dans le château de Chambord (xvie siècle),

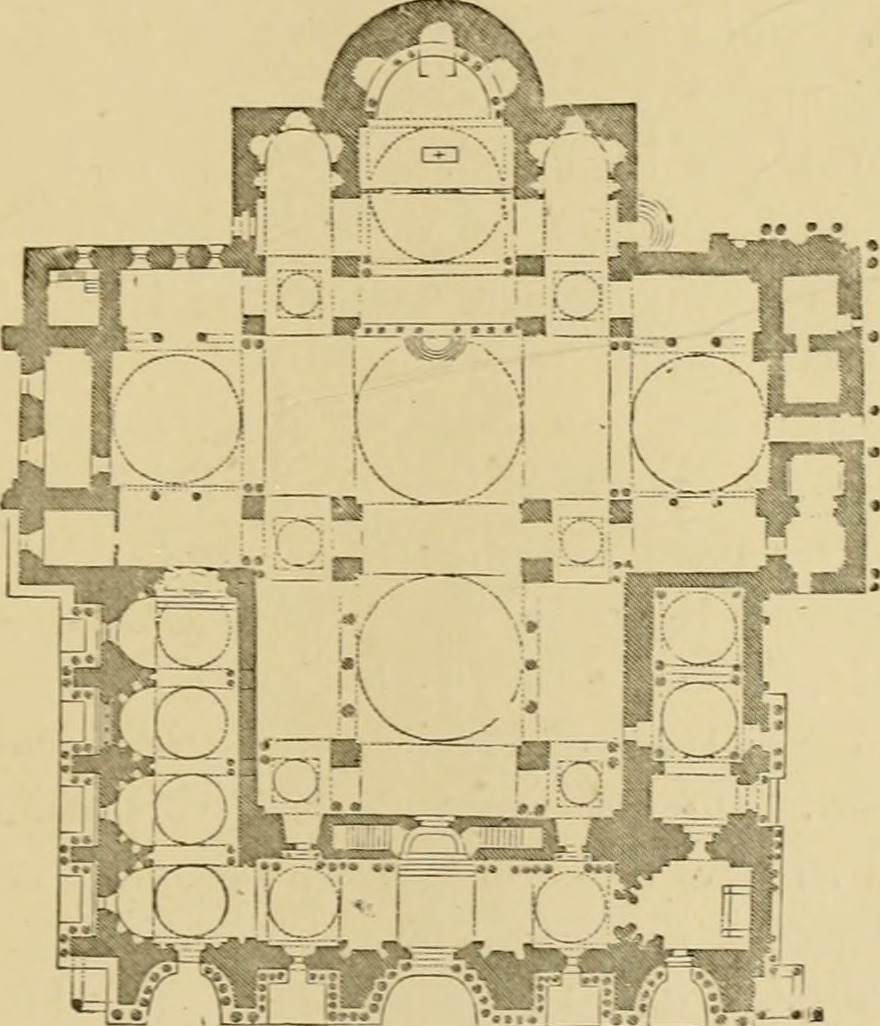
Plan au sol de la basilique Saint-Marc à Venise. Dessin de 1888.